# Cassole (rivière)
Pour le récipient, voir Cassole.
La Cassole est une rivière du Var, en région Provence-Alpes-Côte d'Azur, et un affluent du fleuve l'Argens.

## Géographie
De 17,5 km de longueur, la Cassole prend naissance sur le flanc est du Gros Bessillon (813 m), à 735 m d'altitude, sur la commune de Pontevès.
La Cassole reçoit sur sa rive gauche un petit affluent et avant son entrée dans Cotignac l'apport de la source Saint-Martin. Elle a formé au-dessus de Cotignac un barrage de travertin impressionnant. 
Le village est niché au pied de ce rocher. En 1776 une crue en amont du rocher a envahi le village et causé la mort de deux personnes. Un mur-digue a alors été construit pour canaliser l'eau vers l'extrémité ouest du rocher où la rivière s'écoule en deux cascades appelées les trompines. 
Elle contourne le village dans un lit très encaissé (Le vallon gai). Elle a parcouru alors la moitié de son cours. Aucune crue notable n'a été enregistrée depuis celle citée ci-dessus. 
Elle se jette dans l'Argens à la hauteur du village de Carcès, à 117 m d'altitude.

## Communes et cantons traversés
Dans le seul département du Var, la Cassole traverse trois communes et deux cantons :
dans le sens amont vers aval : Pontevès (source) Cotignac, Carcès (confluence).
Soit en termes de cantons, la Cassole prend source dans le canton de Barjols et conflue dans le canton de Cotignac, le tout dans l'arrondissement de Brignoles.

## Affluents
La Cassole a huit affluents référencés dont :
- le Vallon du Défens, avec un affluent ;
- le Vallon de Nestuby avec un affluent.

Le rang de Strahler est donc de trois.

## Crues
Les crues récentes enregistrées dans le Var en juin 2010, novembre 2011 et janvier 2014 ont vu son niveau s'élever de deux mètres sans que le cours d'eau sorte de son lit mineur.